# Electronic Medical Records Adoption Model
Das Electronic Medical Records Adoption Model (EMRAM) ist ein Modell, um den Digitalisierungsgrad in Krankenhäusern zu beschreiben. Das Modell wurde von der HIMSS Analytics Group 2005 erstellt (Healthcare Information and Management Systems Society (HIMSS)). Das Modell unterscheidet dabei in 7 Stufen von begrenzten, ergänzenden Abteilungssystemen bis hin zum vollständig papierlosen EMR-Umfeld. Insgesamt wird EMRAM von mehr als 9000 Krankenhäusern weltweit angewendet. Dabei gelten auf internationaler Ebene die gleichen Anforderungen und Voraussetzungen. In Deutschland erlangt es durch das Gesetz für sichere digitale Kommunikation und Anwendungen im Gesundheitswesen sowie zur Änderung weiterer Gesetze und die geforderte Elektronische Gesundheitsakte besondere Bedeutung.

## Stufenmodell
| Stufe   | Kriterien |
| ------- | --- |
| Stufe 7 | Vollständiges Elektronisches Krankendossier, CCD-Transaktionen zur gemeinsamen Datennutzung, Data Warehousing, Berichte über das Resultat der Datenpflege, Qualitätssicherung |
| Stufe 6 | Interaktion der ärztlichen Dokumentation mit vollständigem Clinical decision support system (CDSS) (strukturierte Vorlagen bzgl. klinischer Protokolle lösen Varianz- und Konformitätswarnungen aus) und geschlossene Medikationsverwaltung |
| Stufe 5 | Komplette PACS-Lösung (Picture Archiving and Communication System) ersetzt alle filmbasierten Bilder |
| Stufe 4 | Computerized Physician Order Entry (CPOE, elektronische Arzneimittelverordnung) zumindest in einem klinischen Service-Bereich bzw. für die Medikation (d. h. Prescribing), möglicherweise gibt es auf Grundlage klinischer Protokolle Unterstützung in klinischen Entscheidungen                                                                              |
| Stufe 3 | Pflege-/klinische Dokumentation (Flussschema), möglicherweise gibt es Unterstützung bei klinischen Entscheidungen zur Prüfung auf Fehler während der Verordnungseingabe bzw. PACS ist auch außerhalb der Radiologie verfügbar. |
| Stufe 2 | Speicher für klinische Daten (Clinical Data Repository; CDR) / elektronische Patientenakte, möglicherweise gibt es ein kontrolliertes medizinisches Vokabular, Unterstützung bei klinischen Entscheidungen (CDS) zur elementaren Konfliktüberprüfung, Dokumentenspiegelung und Funktionen zum Austausch von Krankheitsdaten Health information exchange (HIE) |
| Stufe 1 | Unterabteilungen wie Labor, Radiologie und Apotheke sind alle installiert ODER die Labor-Informations- und Management-System LIMS-, Radiologieinformationssystem RIS-, Pharma Intelligence Service PHIS-Datenausgabe erfolgt online über externe Service Provider                                                                                             |
| Stufe 0 | Keine der drei Unterabteilungen (LIS, RIS, PHIS) ist installiert ODER es erfolgt keine Labor-, Radiologie-, Apotheken-Datenausgabe online über externe Service Provider |

## EMRAM-Stufen von Krankenhäusern
In Europa gibt es insgesamt 66 Krankenhäuser mit EMRAM Stufe 6 oder 7.

### Krankenhäuser in Deutschland
Stufe 7
Universitätsklinikum Hamburg-Eppendorf
Stufe 6
- Agaplesion Diakonieklinikum Rotenburg - Rotenburg[5]
- Klinikum Nürtingen - Nürtingen[5]

### Krankenhäuser in der Schweiz
Stufe 7
kein Krankenhaus
Stufe 6
- Universitätsspital Balgrist[6]
- Hôpitaux universitaires de Genève[2]

- Spital STS AG (Simmental-Thun-Saanenland)[2]
- Luzerner Kantonsspital[7]
- Inselspital Bern[2]

### Krankenhäuser in Österreich
Stufe 7
kein Krankenhaus
Stufe 6
Ordensklinikum Linz Elisabethinen - Linz

### Restliches Europa
Stufe 7
- Niederlande: Radboudumc. Nijmegen, Netherlands[5]
- Niederlande: Ziekenhuis St Jansdal - Harderwijk[5]
- Portugal: Hospital de Cascais – Cascais[5]
- Türkei: Izmir Tire Devlet Hastanesi - Izmir[5]
- Türkei: Yozgat Şehir Hastanesi - Yozgat[5]

Stufe 6
- Belgien: Centre Hospitalier Universitaire de Liège - Liège[5]
- Belgien: UZ Leuven - Leuven[5]
- Dänemark: Aarhus University Hospital - Aarhus[5]
- Irland: Galway Clinic - Galway[5]
- Italien: Arcispedale Santa Maria Nuova - Reggio Emilia[5]
- Italien: C.O.T. Private Hospital - Messina[5]
- Italien: Candiolo Cancer Institute (IRCCS) - Candiolo[5]
- Italien: Fondazione Poliambulanza Istituto Ospedaliero - Brescia[5]
- Italien: Humanitas Research Hospital (IRCCS) - Rozzano[5]
- Italien: Vimercate Hospital - Vimercate[5]
- Niederlande: Medisch Centrum Leeuwarden - Leeurwarden[5]
- Niederlande: Onze Lieve Vrouwe Gasthuis (OLVG) - Amsterdam[5]
- Norwegen: Sykehuset Østfold - Grålum[5]
- Portugal: Hospital Lusíadas Lisboa - Lisbon[5]
- Portugal: Hospital Lusíadas Porto - Porto[5]
- Russland: Nikiforov Russian Center of Emergency and Radiation Medicine - St. Petersburg[5]
- Slowenien: University Children’s Hospital - Ljubljana[5]
- Spanien: Fundació Hospital Comarcal d’Inca - Tramuntana - Inca[5]
- Spanien: Hospital de Dénia Marina Salud - Dénia[5]
- Spanien: Hospital de Torrejón - Torrejón de Ardoz[5]
- Spanien: Hospital Povisa - Vigo[5]
- Spanien: Hospital Universitario 12 de Octubre - Madrid[5]
- Spanien: Hospital Universitario Donostia - Donostia-San Sebastián[5]
- Türkei: Adana Şehir Eğitim ve Araştirma Hastanesi - Adana[5]
- Türkei: Adıyaman Besni Devlet Hastanesi - Adıyaman[5]
- Türkei: Adiyaman Çelikhan Devlet Hastanesi - Adiyaman[5]
- Türkei: Adıyaman Gölbaşı Devlet Hastanesi - Adıyaman[5]
- Türkei: Adıyaman Kahta Devlet Hastanesi - Kahta[5]
- Türkei: Adıyaman Üniversitesi Eğitim ve Araştırma Hastanesi - Adıyaman[5]
- Türkei: Akdeniz Üniversitesi Hastanesi - Antalya[5]
- Türkei: Alaplı Devlet Hastanesi - Zonguldak[5]
- Türkei: Amasya Gümüşhacıköy Devlet Hastanesi - Amasya[5]
- Türkei: Amasya Üniversitesi Sabuncuoğlu Şerefeddin Eğitim ve Araştırma Hastanesi - Amasya[5]
- Türkei: Ankara Nallıhan Devlet Hastanesi - Ankara[5]
- Türkei: Antalya Eğitim Araştırma Hastanesi - Antalya[5]
- Türkei: Antalya Kemer Devlet Hastanesi - Antalya[5]
- Türkei: Antalya Kumluca Devlet Hastanesi - Antalya[5]
- Türkei: Avcılar Murat Kölük Devlet Hastanesi - Avcılar[5]
- Türkei: Aydin Didim Devlet Hastanesi - Didim/Aydin[5]
- Türkei: Aydın Kadın Doğum ve Çocuk Hastalıkları Hastanesi - Aydın[5]
- Türkei: Aydın Nazilli Devlet Hastanesi - Aydın[5]
- Türkei: Bahçelievler Devlet Hastanesi - Istanbul[5]
- Türkei: Bakırköy Prof. Dr. Mazhar Osman Ruh Sağlığı ve Sinir Hastalıkları Eğitim ve Araştırma Hastanesi - Istanbul[5]
- Türkei: Bartın Devlet Hastanesi - Bartın[5]
- Türkei: Beyhekim Devlet Hastanesi - Konya[5]
- Türkei: Beyşehir Devlet Hastanesi - Beysehir[5]
- Türkei: Bingöl Genç Devlet Hastanesi - Bingöl[5]
- Türkei: Bolu Gerede Devlet Hastanesi - Bolu[5]
- Türkei: Bolu Izzet Baysal Devlet Hastanesi - Bolu[5]
- Türkei: Bolu İzzet Baysal Eğitim Araştırma Hastanesi - Bolu[5]
- Türkei: Bolu İzzet Baysal Ruh Sağlığı ve Hastalıkları Eğitim Araştırma Hastanesi - Bolu[5]
- Türkei: Bursa İnegöl Devlet Hastanesi - Bursa[5]
- Türkei: Bursa Mudanya Devlet Hastanesi - Bursa[5]
- Türkei: Çaycuma Devlet Hastanesi - Zonguldak[5]
- Türkei: Çorum Alaca Devlet Hastanesi - Çorum[5]
- Türkei: Çorum Göğüs Hastalıkları Hastanesi - Çorum[5]
- Türkei: Darıca Farabi Devlet Hastanesi - Kocaeli[5]
- Türkei: Denizli Acıpayam Devlet Hastanesi - Denizli[5]
- Türkei: Denizli Buldan Göğüs Hastalıkları Hastanemize - Denizli[5]
- Türkei: Denizli Çal Devlet Hastanesi - Denizli[5]
- Türkei: Denizli Çameli Devlet Hastanesi - Denizli[5]
- Türkei: Denizli Çivril Devlet Hastanesi - Denizli[5]
- Türkei: Denizli Devlet Hastanesi - Denizli[5]
- Türkei: Denizli Honaz Devlet Hastanesi - Denizli[5]
- Türkei: Denizli Kale Devlet Hastanesi - Denizli[5]
- Türkei: Denizli Servergazi Devlet Hastanesi - Denizli[5]
- Türkei: Denizli Tavas Devlet Hastanesi - Denizli[5]
- Türkei: Dr. Nafiz Körez Sincan Devlet Hastanesi - Ankara[5]
- Türkei: Esenler Kadın Doğum ve Çocuk Hastalıkları Hastanesi - Esenler[5]
- Türkei: Esenyurt Necmi Kadıoğlu Devlet Hastanesi - Istanbul[5]
- Türkei: Etimesgut Şehit Sait Ertürk Devlet Hastanesi - Ankara[5]
- Türkei: Eyüp Devlet Hastanesi - Istanbul[5]
- Türkei: Gaziler Fizik Tedavi ve Rehabilitasyon Eğitim ve Araştırma Hastanesi - Ankara[5]
- Türkei: Hakkari Devlet Hastanesi - Hakkari[5]
- Türkei: Hatay Altınözü Devlet Hastanesi - Hatay[5]
- Türkei: Hatay Devlet Hastanesi - Hatay[5]
- Türkei: Hatay Dörtyol Devlet Hastanesi - Hatay[5]
- Türkei: Hatay Erzin Devlet Hastanesi - Hatay[5]
- Türkei: Hatay Hassa Devlet Hastanesi - Hatay[5]
- Türkei: Hatay İskenderun Devlet Hastanesi - Hatay[5]
- Türkei: Hatay Kırıkhan Devlet Hastanesi - Hatay[5]
- Türkei: Hatay Reyhanlı Devlet Hastanesi - Hatay[5]
- Türkei: Hatay Samandağ Devlet Hastanesi - Hatay[5]
- Türkei: Hatay Yayladağı Devlet Hastanesi - Hatay[5]
- Türkei: Isparta Eğirdir Kemik Eklem Hastalıkları Tedavi ve Rehabilitasyon Hastanesi - Isparta[5]
- Türkei: Isparta Şarkikaraağaç Dr.Sadettin Bilgiç Devlet Hastanesi - Isparta[5]
- Türkei: Isparta Şehir Hastanesi - Isparta[5]
- Türkei: Isparta Şehit Yunus Emre Devlet Hastanesi - Isparta[5]
- Türkei: Isparta Yalvaç Devlet Hastanesi - Isparta[5]
- Türkei: İstanbul Bağcılar Eğitim ve Araştırma Hastanesi - Istanbul[5]
- Türkei: Istanbul Beykoz Devlet Hastanesi - Istanbul[5]
- Türkei: İstanbul Çatalca İlyas Çokay Devlet Hastanesi - Istanbul[5]
- Türkei: Istanbul Dr Siyami Ersek Gögüs Kalp Ve Damar Cerrahisi Egitim Ve Arastirma Hastanesi - Istanbul[5]
- Türkei: İstanbul Erenköy Fizik Tedavi ve Rehabilitasyon Hastanesi - Kadiköy[5]
- Türkei: Istanbul Haseki Egitim Ve Arastirma Hastanesi - Istanbul[5]
- Türkei: Izmir Bergama Dr. Faruk Ilker Devlet Hastanesi - Izmir[5]
- Türkei: Izmir Dr. Suat Seren Göğüs Hastalıkları ve Cerrahisi Hastanesi - Izmir[5]
- Türkei: Izmir Gaziemir Nevvar Salih Isgören Devlet Hastanesi - Izmir[5]
- Türkei: Izmir Katip Çelebi Üniversitesi Atatürk Eğitim ve Araştırma Hastanesi - Izmir[5]
- Türkei: Izmir Menemen Devlet Hastanesi - Menemen[5]
- Türkei: Izmir Torbalı Devlet Hastanesi - Izmir[5]
- Türkei: Izmir Urla Devlet Hastanesi - Izmir[5]
- Türkei: Kaçkar Devlet Hastanesi - Rize[5]
- Türkei: Kadınhanı Refik Saime Koyuncu Devlet Hastanesi - Konya[5]
- Türkei: Kağıthane Devlet Hastanesi - Istanbul[5]
- Türkei: Kahramanmaraş Andırın Devlet Hastanesi - Andırın[5]
- Türkei: Kahramanmaraş Çağlayancerit Devlet Hastanesi - Çağlayancerit[5]
- Türkei: Kahramanmaraş Türkoğlu Dr. Kemal Beyazı Devlet Hastanesi - Türkoğlu[5]
- Türkei: Karadeniz Ereğli Devlet Hastanesi - Zonguldak[5]
- Türkei: Kartal Koşuyolu Yüksek İhtisas Eğitim Ve Araştırma Hastanesi - Istanbul[5]
- Türkei: Kastamonu Tosya Devlet Hastanesi - Kastamonu[5]
- Türkei: Kırklareli Vize Devlet Hastanesi - Kırklareli[5]
- Türkei: Kızılcahamam Devlet Hastanesi - Ankara[5]
- Türkei: Kocaeli Gebze Fatih Devlet Hastanesi - Kocaeli[5]
- Türkei: Kocaeli Gölcük Necati Çelik Devlet Hastanesi - Kocaeli Gölcük[5]
- Türkei: Kocaeli İzmit Seka Devlet Hastanesi - Kocaeli Izmit[5]
- Türkei: Kocaeli Karamürsel Devlet Hastanesi - Kocaeli[5]
- Türkei: Kocaeli Körfez Devlet Hastanesi - Kocaeli[5]
- Türkei: Kocaeli Üniversitesi Araştırma ve Uygulama Hastanesi - Kocaeli[5]
- Türkei: Konya Akşehir Devlet Hastanesi - Konya[5]
- Türkei: Konya Dr. Vefa Tanır Ilgın Devlet Hastanesi - Konya[5]
- Türkei: Konya Eğitim ve Araştırma Hastanesi - Konya[5]
- Türkei: Konya Karapınar Devlet Hastanesi - Konya[5]
- Türkei: Malatya Akçadağ Şehit Gökhan Aslan Devlet Hastanesi - Malatya[5]
- Türkei: Malatya Darende Hulusi Efendi Devlet Hastanesi - Malatya[5]
- Türkei: Malatya Eğitim ve Araştırma Hastanesi - Malatya[5]
- Türkei: Malatya Hekimhan Devlet Hastanesi - Malatya[5]
- Türkei: Manisa Akhisar Mustafa Kirazoğlu Devlet Hastanesi - Akhisar[5]
- Türkei: Manisa Alaşehir Devlet Hastanesi - Alasehir[5]
- Türkei: Manisa Soma Devlet Hastanesi - Manisa[5]
- Türkei: Manisa Turgutlu Devlet Hastanesi - Manisa[5]
- Türkei: Medeniyet Üniversitesi Göztepe Eğitim ve Araştırma Hastanesi - Istanbul[5]
- Türkei: Medipol Mega Üniversite Hastanesi - Istanbul[5]
- Türkei: Mersin Şehir Hastanesi - Mersin[5]
- Türkei: Muğla Bodrum Devlet Hastanesi - Muğla[5]
- Türkei: Muğla Datça Devlet Hastanesi - Muğla[5]
- Türkei: Muğla Köyceğiz Devlet Hastanesi - Muğla[5]
- Türkei: Muğla Marmaris Devlet Hastanesi - Muğla[5]
- Türkei: Muğla Yatağan Devlet Hastanesi - Yatağan[5]
- Türkei: Ödemiş Devlet Hastanesi - Izmir[5]
- Türkei: Pendik Devlet Hastanesi - Istanbul[5]
- Türkei: Polatlı Devlet Hastanesi - Ankara[5]
- Türkei: Recep Tayyip Erdoğan Üniversitesi Eğitim ve Araştırma Hastanesi - Rize[5]
- Türkei: Rize Çayeli İshakoğlu Devlet Hastanesi - Rize[5]
- Türkei: Rize Devlet Hastanesi - Rize Merkez[5]
- Türkei: Rize Fındıklı Bölge Guatr Araştırma ve Tedavi Merkezi - Fındıklı[5]
- Türkei: SBÜ Bakırköy Dr. Sadi Konuk Eğitim ve Araştırma Hastanesi - Istanbul[5]
- Türkei: SBÜ Fatih Sultan Mehmet Eğitim ve Araştırma Hastanesi - Istanbul[5]
- Türkei: SBÜ Haydarpaşa Numune Eğitim ve Araştırma Hastanesi - Istanbul[5]
- Türkei: SBÜ İstanbul Erenköy Ruh ve Sinir Hastalıkları Eğitim ve Araştırma Hastanesi - Istanbul[5]
- Türkei: SBÜ Kanuni Sultan Süleyman Eğitim ve Araştırma Hastanesi - Istanbul[5]
- Türkei: SBÜ Mehmet Akif Ersoy Göğüs Kalp ve Damar Cerrahisi Eğitim ve Araştırma Hastanesi - Istanbul[5]
- Türkei: SBÜ Şişli Hamidiye Etfal Eğitim ve Araştırma Hastanesi - Istanbul[5]
- Türkei: SBÜ Sultan Abdülhamid Han Eğitim ve Araştırma Hastanesi - Üsküdar[5]
- Türkei: SBÜ Ümraniye Eğitim ve Araştırma Hastanesi - Ümraniye[5]
- Türkei: SBÜ Van Eğitim ve Araştırma Hastanesi - Van[5]
- Türkei: SBÜ Zeynep Kamil Kadın ve Çocuk Hastalıkları Eğitim ve Araştırma Hastanesi - Istanbul[5]
- Türkei: Samsun Gazi Devlet Hastanesi - Samsun[5]
- Türkei: Siirt Kurtalan Devlet Hastanesi - Siirt[5]
- Türkei: Şile Devlet Hastanesi - Istanbul[5]
- Türkei: Silivri Devlet Hastanesi - Istanbul[5]
- Türkei: Süreyyapaşa Göğüs Hastalıkları ve Göğüs Cerrahisi Eğitim ve Araştırma Hastanesi - Istanbul[5]
- Türkei: Tekirdağ Çerkezköy Devlet Hastanesi - Tekirdağ[5]
- Türkei: Tekirdağ Çorlu Devlet Hastanesi - Çorlu[5]
- Türkei: Tekirdağ Devlet Hastanesi - Tekirdağ[5]
- Türkei: Tekirdağ Marmaraereğlisi Devlet Hastanesi - Tekirdağ[5]
- Türkei: Tekirdağ Saray Devlet Hastanesi - Tekirdağ[5]
- Türkei: Tekirdağ Şarköy Devlet Hastanesi - Tekirdağ[5]
- Türkei: Tokat Almus Devlet Hastanesi - Almus[5]
- Türkei: Tokat Devlet Hastanesi - Tokat[5]
- Türkei: Tokat Dr. Cevdet Aykan Ruh Sağlığı ve Hastalıkları Hastanesi - Tokat[5]
- Türkei: Tokat Erbaa Devlet Hastanesi - Tokat[5]
- Türkei: Tokat Niksar Devlet Hastanesi - Tokat[5]
- Türkei: Tokat Reşadiye Devlet Hastanesi - Tokat[5]
- Türkei: Tokat Turhal Devlet Hastanesi - Tokat[5]
- Türkei: Tokat Zile Devlet Hastanesi - Zile[5]
- Türkei: Trabzon Sürmene Devlet Hastanesi - Sürmene/Trabzon[5]
- Türkei: Üsküdar Devlet Hastanesi - Istanbul[5]
- Türkei: Van Çatak Devlet Hastanesi - Van[5]
- Türkei: Van Erciş Devlet Hastanesi - Van[5]
- Türkei: Van Gevaş Devlet Hastanesi - Van[5]
- Türkei: Van Muradiye Devlet Hastanesi - Van[5]
- Türkei: Yalova Devlet Hastanesi - Yalova[5]
- Türkei: Yıldırım Beyazıt Üniversitesi Yenimahalle Eğitim ve Araştırma Hastanesi - Ankara[5]
- Türkei: Yozgat Sorgun Devlet Hastanesi - Yozgat[5]
- Türkei: Zonguldak Atatürk Devlet Hastanesi - Zonguldak[5]
- Türkei: Zonguldak Kadın Doğum Ve Çocuk Hastalıkları Hastanesi - Zonguldak[5]
- Vereinigtes Königreich: Cambridge University Hospitals NHS Foundation Trust - Cambridge[5]
- Vereinigtes Königreich: Kingston Hospital NHS Trust - Kingston upon Thames[5]